# Culex crowei
Culex crowei är en tvåvingeart som beskrevs av Sirivanakarn 1968. Culex crowei ingår i släktet Culex och familjen stickmyggor. Inga underarter finns listade i Catalogue of Life.